# Regione Autonoma Serba della Slavonia Orientale, Baranja e Sirmia occidentale
La Regione Autonoma Serba della Slavonia Orientale, Baranja e Sirmia occidentale (in serbo Српска аутономна област Источна Славонија, Барања и Западни Срем?, Srpska autonomna oblast Istočna Slavonija, Baranja i Zapadni Srem) fu un'entità autoproclamata dalla popolazione di etnia serba della Croazia orientale, nata in seguito all'indipendenza del Paese dalla Jugoslavia. Era una delle Regioni autonome proclamate nel territorio croato. L'oblast comprendeva parti delle regioni geografiche di Slavonia, Baranja e Sirmia, lungo il territorio croato della regione del fiume Podunavlje.

## Storia
Il 25 giugno 1991, mentre la Croazia dichiarava la propria indipendenza, la parte orientale del Paese a maggioranza serba dichiarò la propria indipendenza dal governo di Zagabria. Nella prima fase della guerra, nel febbraio 1992, l'oblast si unì alla Repubblica Serba di Krajina come enclave e come unica parte della Repubblica separatista confinante direttamente con la Serbia. Essendo un'area etnicamente diversificata, senza una maggioranza predominante, si sono verificati alti livelli di violenza interetnica e di pulizia con l'espulsione della grande maggioranza dei croati e delle minoranze non serbe.
La regione non aveva una propria amministrazione locale all'interno della Repubblica di Krajina: era più allineata alla Jugoslavia mentre la parte occidentale era allineata con la Repubblica Serba di Bosnia ed Erzegovina, in particolare dopo che la Jugoslavia aveva imposto sanzioni ai serbo-bosniaci nel 1994.
Dopo che l'esercito croato riconquistò la Slavonia occidentale (maggio 1995), la Repubblica serbo-bosniaca e la Repubblica Serba di Krajina hanno annunciato l'intenzione di proseguire il percorso di riunificazione, mentre la leadership locale nella Slavonia orientale ha rifiutato l'idea e ha istituito il comitato di coordinamento, sostenendo che la mossa avrebbe aggravato la crisi e danneggiato le intenzioni di Belgrado di raggiungere la pace in Bosnia ed Erzegovina. Le autorità di Knin hanno dichiarato che l'obiettivo del Comitato di coordinamento era la secessione della Slavonia orientale dalla Repubblica, sostenendo che la regione si trovava sotto il controllo del governo di Belgrado.
Dopo la riconquista della parte occidentale della Repubblica Serba di Krajina, in seguito all'operazione Tempesta, la parte orientale è rimasta l'unica area della Croazia sotto il controllo dei serbi. Le autorità locali di Slavonia Orientale, Baranja e Sirmia occidentale firmarono l'accordo di Erdut che consentì la reintegrazione pacifica facilitata dall'UNTAES.